# 萊文沃思堡
萊文沃思堡（英語：Fort Leavenworth）是位於美國堪薩斯州萊文沃思縣的一個人口普查指定地區。

## 人口
根據2020年美國人口普查的數據，萊文沃思堡的面積為23.00平方千米，當中陸地面積為23.00平方千米，而水域面積為0.00平方千米。當地共有人口6535人，而人口密度為每平方千米284.13人。